# Priramatan
Priramatan ist ein Ortsteil des osttimoresischen Dorfes Metinaro im Verwaltungsamt Metinaro (Gemeinde Dili).

## Geographie
Priramatan liegt im Osten des Ortes Metinaro in der Aldeia Saham des Sucos Wenunuc, an der Überlandstraße von der Landeshauptstadt Dili nach Manatuto. Östlich befindet sich der Ortsteil Duyung und nördlich der Ortsteil Nelayan. Die westlichen Nachbarn im Suco Sabuli sind Wenunuc, Manuleu und Lebutun.